# تحت سماء كوبنهاغن
تحت سماء كوبنهاغن رواية للروائية العراقية حوراء النداوي. صدرت الرواية لأوّل مرة عام 2010 عن دار الساقي في لندن. ودخلت في القائمة الطويلة للجائزة العالمية للرواية العربية لعام 2012، المعروفة باسم «جائزة بوكر العربية».

## حول الرواية
تروي الكاتبة العراقية «حوراء النداوي» في هذه الرواية حكاية «رافد»، الذي يتلقى رسالة من «هدى» التي تطلب فيها أن يترجم رواية لها من الدانماركية إلى العربية، حيث يفاجئ بأنها تعرفه معرفة راحت تطلعه على تفاصيلها تدريجيًا. هكذا تتداخل فصول روايتها مع روايته هو لتلك العلاقة العاطفية التي نشأت بينهما عبر البريد الإلكتروني. رواية تحكي تجربة حب بين المراهقة التي ولدت في كوبنهاغن لأبوين عراقيين، والرجل الراشد الذي دفعته ظروف العراق للهجرة إلى الدانمارك.